# Acacia lachnophylla
Acacia lachnophylla é uma espécie de leguminosa do gênero Acacia, pertencente à família Fabaceae.